# Кротова, Зинаида Ивановна
Зинаида Ивановна Кротова (по-мужу — Воробьёва; род.1 января 1923 года, Ленинград, СССР; ум.31 декабря 2008 года, Санкт-Петербург) — советская конькобежка, серебряный призёр чемпионата мира в многоборье 1950 года, чемпионка СССР в многоборье 1950 года, серебряный призёр чемпионатов СССР (1950 и 1951 годов) на дистанции 5000 м, бронзовый призёр чемпионата СССР 1948 года на 5000 м. Заслуженный мастер спорта СССР (1992). Выступала за ВФСО "Динамо" (Ленинград). Окончила Национальный государственный университет физической культуры, спорта и здоровья имени П. Ф. Лесгафта.

## Биография
Зинаида Кротова родилась в Ленинграде и училась в 15-й школе Володарского района. В школе она отличалась на уроках гимнастики, но ей очень хотелось научиться хорошо бегать на коньках и ездить на велосипеде. Вскоре родители подарили коньки и велосипед. В 7-м классе она уже участвовала в соревнованиях на коньках среди школ и заняла 2-е место, после чего сильно расстроилась. В возрасте 17 лет окончила школу и поступила во 2-й Медицинский институт.
В 41-м началась война и Зина осталась в блокадном городе. Учёбу приходилось совмещать с работой по обороне города. Днём она рыла окопы на Ржевке, а вечером дежурила в госпитале больницы им. Мечникова. Когда открылась "Дорога жизни" её эвакуировали в Пятигорск, как и многих студентов. Там она работала прицепщицей на тракторе вплоть до августа 1942 года. Потом переехала в Ташкент, где поступила в местный вуз и вечером работала контролёром на «Ташсельмаше». Вскоре Зина уехала в Восточно-Казахстанское село Свинчатка, куда эвакуировали её маму, брата и сестру и помогала местным жителям в уборке хлеба.
В 1943 году она отправилась в Москву, чтобы поступить в медицинский институт, но не поступила из-за того, что туда не брали без общежития. Однако в 1944 году поступила на 2-й курс в Институт физкультуры им. Сталина. Сразу получила 3-й разряд по спортивной гимнастике, стала заниматься велосипедом, ходила на каток. После снятия блокады Ленинграда вернулась домой и поступила на 3-й курс Национального государственного университета физической культуры. Уже там она стала углубленно заниматься конькобежным спортом.
12 августа 1945 года участвовала в знаменитом Всесоюзном параде на Красной площади, где присутствовали генерал армии США Дуайт Эйзенхауэр и посол США Уильям Гарриман. На чемпионате Ленинграда по велогонкам она заняла второе место. Начиная с 1946 года, Кротова серьёзно тренировалась на коньках. В том же году она попала в сборную команду Ленинграда и прошла первый учебный сбор на Кировских островах. Тогда же закончила вуз и стала совмещать выступления с тренерской деятельностью в обществе «Динамо».
В 1947 году было её первое выступление в розыгрыше первенства СССР, где Кротова заняла 13-е место и получила первый разряд. Через год выполнила норматив мастера спорта, но вновь стала 13-й на чемпионате СССР. Тогда Зинаида обратилась к Евгению Сопову, наставнику Риммы Жуковой. После тренировок с ним на лёд вышла словно другая спортсменка. В 1949 году Кротова выиграла чемпионат Ленинграда и установила рекорды города в беге на 3000 и 5000 метров. После стала второй на всесоюзном первенстве «Динамо».
На чемпионате СССР в 1950 году Кротова стала чемпионкой в многоборье, обыграв знаменитую чемпионку Марию Исакову. На чемпионате мира в Москве она заняла 9-е место на нелюбимых 500 метрах, на 3000 м заняла 4-е место, на 1000 м — 8- место и выиграла 5000 м. В итоге стала серебряным призёром в многоборье.
В дальнейшем она не демонстрировала таких результатов в силу возраста. В 1954 году заняла 10-е место на чемпионате мира в Эстерсунде и окончательно ушла в тренерство. Она 20 лет с 1959 по 1979 год преподавала в секции конькобежного спорта в Ленинградском государственном университете. В 1979 году Кротова стала работать в бассейне Ленинградского Дворца молодежи и 13 лет возглавляла спортивную работу. В 1993 году ушла на отдых. Скончалась в 2008 году.